# Cynthia Kadohata

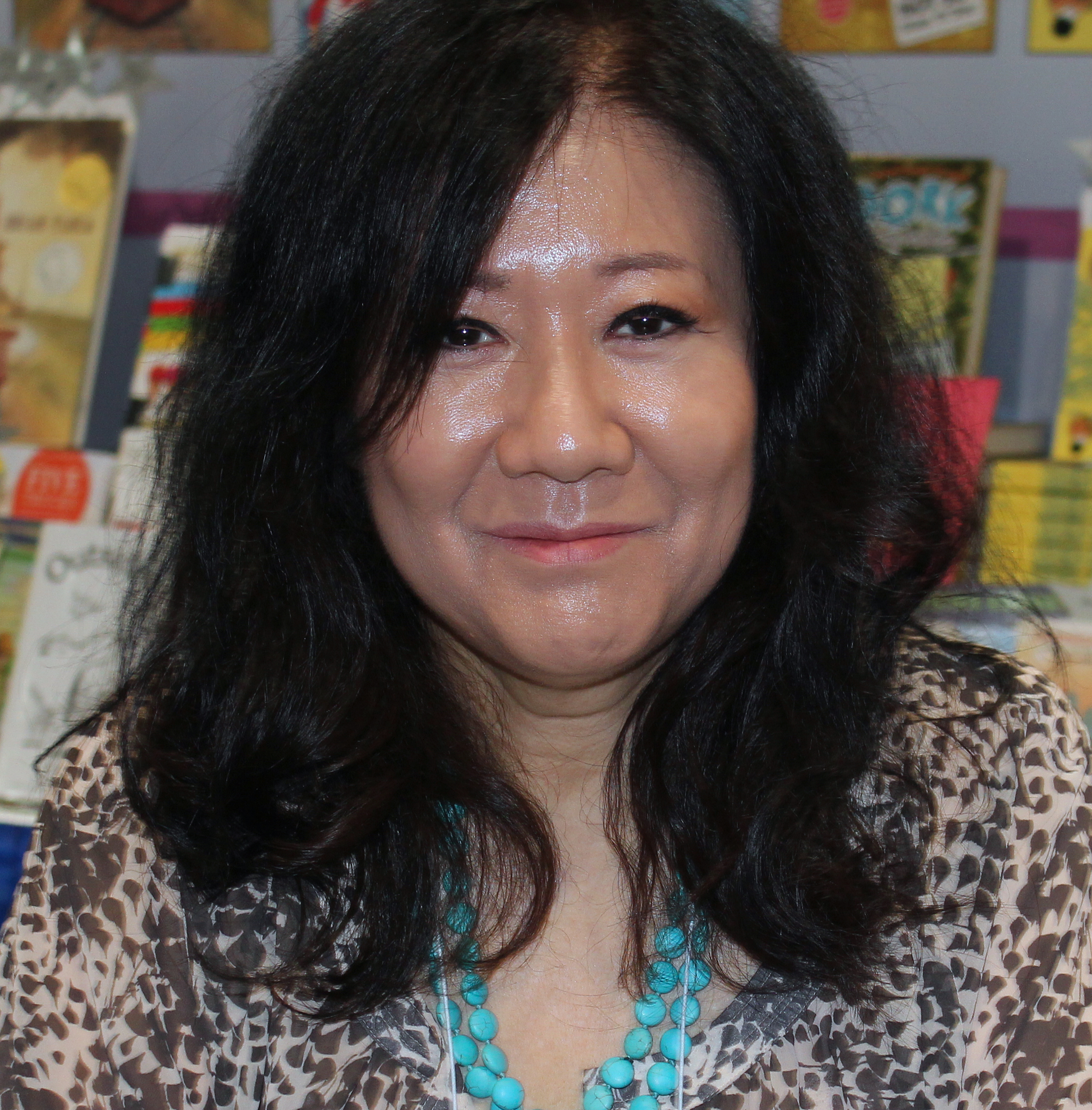
Porträt Cynthia Kadohata 2014

Cynthia Kadohata (* 2. Juli 1956  in Chicago, Illinois) ist eine japanischstämmige US-amerikanische Schriftstellerin, die für ihre Kinderbücher mehrfach ausgezeichnet wurde.

## Leben
Kadohata ging zum Studium nach Kalifornien, wo sie an der University of Southern California ihren Bachelor of Arts im Hauptfach Journalismus ablegte. Sie schloss Graduiertenstudien an der University of Pittsburgh und der Columbia University an, ohne weitere akademische Abschlüsse zu machen.
Ihre erste publizierte Kurzgeschichte erschien 1986 im New Yorker. Es folgten die Romane The Floating World (Viking, 1989), In the Heart of the Valley of Love (Viking, 1992) und The Glass Mountains (Clarkston, GA, White Wolf Pub, 1995).
Für den Jugendroman Kira-Kira (2004) erhielt sie 2005 die renommierte Newbery Medal und den Asian/Pacific American Award for Literature. Erzählt wird der innere Konflikt einer Jugendlichen, deren von ihr bewunderte ältere Schwester einer tödlichen Krebserkrankung erliegt. Der Buchtitel bezieht sich auf den japanischen Ausdruck kira-kira, der zwischen den beiden Schwestern benutzt wurde, um alle subjektiven Besonderheiten zu kennzeichnen, die in ihrem Leben „funkeln“. Das Buch kam auch auf die Nominierungsliste des Deutschen Jugendliteraturpreises 2008 in der Rubrik Kinderbuch.
Ihr Kinderroman Weedflower (2006), der 2007 einen PEN USA Literary Award for Children's and Young Adult Literature bekam, basiert auf der Gefangensetzung ihrer japanischstämmigen Eltern im Internierungslager von Poston während des Zweiten Weltkriegs. Aus der Sicht eines 12-jährigen Mädchens wird dieses inneramerikanische Kriegsfolgegeschehen geschildert und für nachfolgende Schüler-Generationen zugänglich gemacht. Insgesamt zeichneten rund zwanzig Jurys aus den Vereinigten Staaten das Buch ebenfalls aus.
Auch ihr nächstes Buch Cracker! The Best Dog in Vietnam (Atheneum Books for Young Readers, 2007) widmete sich einem zeitgeschichtlichen Thema, nämlich dem Vietnamkrieg. Es schildert das Kriegserlebnis aus der ungewöhnlichen Perspektive eines Hundes und erhielt in sechs US-Bundesstaaten (Kalifornien, Ohio, Nebraska, Kansas sowie North und South Carolina) Kinderbuchpreise.
Der Kinderroman Outside Beauty (2008) schildert das Erleben einer 13-Jährigen und ihrer drei Schwestern, die alle verschiedene Väter haben. Nach einem Unfall der Mutter werden sie voneinander getrennt.
Für den Jugend-Roman The Thing About Luck (Atheneum, 2013) bekam sie 2013 den U.S. National Book Award  in der  Kategorie Jugendbuch (Young People’s Literature) zuerkannt.
Kadohata lebt und arbeitet in Los Angeles.

## Werke
- The Floating World (Viking, 1989);
- In the Heart of the Valley of Love (Viking, 1992);
- The Glass Mountains (Clarkston, GA, White Wolf Pub, 1995), mit Illustrationen von Terese Nielson und Larry S. Friedman;
- Kira-Kira (Atheneum, 2004);
  - Kira-Kira. Gerstenberg Verlag, Hildesheim 2007. 240 S. ISBN 978-3-8369-5140-1
- Weedflower (Atheneum, 2006);
- Cracker! The Best Dog in Vietnam (Atheneum, 2007);
- Outside Beauty (Atheneum, 2008);
- A Million Shades of Gray (Atheneum, 2010);
- The Thing About Luck (Atheneum, 2013), Illustrationen von Julia Kuo;
- Electricity (Atheneum, 2014);
- Half a World Away (Atheneum, 2014);[5]

## Auszeichnungen
- 2005: Newbery Medal für Kira-Kira
- 2005: Asian/Pacific American Award for Literature für Kira-Kira
- 2006: PEN USA Literary Award for Children's Literature für Weedflower
- 2011: California Young Reader Medal für Cracker! The Best Dog in Vietnam
- 2013: US National Book Award for Young People’s Literature für The thing about luck

## Belege
1. ↑  Autoren-Profil in der Internet Speculative Fiction Database (ISFDB).
2. ↑  Newbery Medal 2005, Association for Library Service to Children (ALSC)
3. ↑   Awards by Year 2007 (Memento vom 13. Oktober 2016 im Internet Archive)
4. ↑  California Young Reader Medal Winners 2011 Middle School/Junior High (Grades 6-8)
5. ↑  Sunday Book Review ‘Half a World Away’, New York Times vom 17. Oktober 2014, abgerufen am 14. Mai 2015 (englisch)

| Personendaten    | Personendaten                                                   |
| ---------------- | --------------------------------------------------------------- |
| NAME             | Kadohata, Cynthia                                               |
| KURZBESCHREIBUNG | US-amerikanische Schriftstellerin (Kinder- und Jugendliteratur) |
| GEBURTSDATUM     | 2. Juli 1956                                                    |
| GEBURTSORT       | Chicago, Illinois                                               |